# East-West石油パイプライン

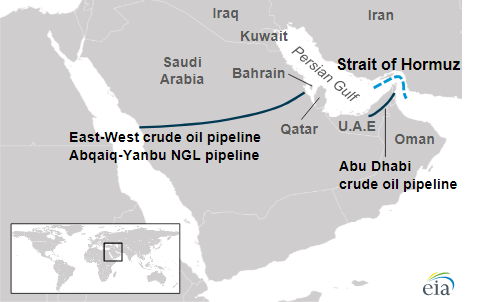
左：East-West石油パイプライン
右：アブダビ石油パイプライン（UAE）

East-West石油パイプラインとは、サウジアラビアをほぼ東西に横断する経路で建設されたパイプラインである。日本語に直訳すると「石油の導管」という意味のペトゥロライン（Petroline）とも呼ばれる。なお、本稿では並行した経路に建設されたアブカイク・ヤンブーNGLパイプラインについても解説する。

## 設備
East-West石油パイプラインは、大規模な石油コンビナートが存在するペルシャ湾に近い都市のアブカイクと、紅海に面した港町であるヤンブーとを結ぶ、全長約1200 kmのパイプラインである

。
2本のパイプラインで構成されており、そのうち1本は1日当たり最大で300万バレルの石油を輸送する能力があると公称されている

。
もう1本は、やや細いパイプラインであり、一時期は石油ではなく天然ガスの輸送に用いられたこともあった

。
この2本を合わせた、East-West石油パイプラインの石油の最大輸送能力は、1日当たり500万バレルに達するとされる

。

## アブカイク・ヤンブーNGLパイプライン
East-West石油パイプラインには、並行する形でアブカイク・ヤンブーNGLパイプラインと呼ばれる、液化天然ガスを輸送するパイプラインが走っている。アブカイク・ヤンブーNGLパイプラインは1日当たり29万バレルの液化天然ガスを輸送する能力を持つと公称されており、ヤンブーに立地する石油化学工場へと液化天然ガスを供給している

。